# Endrio Leoni
Endrio Leoni (Dolo, 22 agosto 1968) è un ex ciclista su strada italiano.
Professionista dal 1990 al 2002, conta una semitappa e tre vittorie di tappa al Giro d'Italia e una alla Vuelta a España.

## Carriera
Leoni si mise in luce al Giro d'Italia 1992 quando, nel giro di dieci giorni, riuscì ad imporsi in due tappe sfiorando anche la maglia rosa, che fu sua per un giorno due anni più tardi.

## Palmarès
- 1987 (dilettanti)

Gran Premio Città di Venezia
- 1989 (Zalf dilettanti)

Vicenza-Bionde
- 1990 (Jolly Componibili, una vittoria)

3ª tappa Ruota d'Oro
- 1992 (Jolly Componibili, quattro vittorie)

5ª tappa Settimana Ciclistica Internazionale (Monte Pellegrino)
3ª tappa Settimana Ciclistica Bergamasca (Seriate)
1ª tappa Giro d'Italia (Genova > Uliveto Terme)
11ª tappa Giro d'Italia (Imola > Bassano del Grappa)
- 1993 (Jolly Componibili, due vittorie)

5ª tappa Tirreno-Adriatico (Grottammare > Porto Sant'Elpidio)
1ª tappa Giro di Puglia (Molfetta)
- 1994 (Jolly Componibili, tre vittorie)

1ª tappa Ruta Ciclista Mexico (Monterrey)
4ª tappa Vuelta a España (Almendralejo > Cordova)
1ª tappa, 1ª semitappa Giro d'Italia (Bologna > Bologna)
5ª tappa Giro d'Italia (Campobasso > Melfi)
- 1997 (Aki, tre vittorie)

Giro del Lago Maggiore
1ª tappa Tirreno-Adriatico (Sorrento > Venafro)
1ª tappa Ronde van Nederland (Tilburg > Alkmaar)
- 1998 (Ballan, una vittoria)

1ª tappa Giro di Calabria (Fuscaldo)
- 1999 (Liquigas, due vittorie)

Gran Premio Costa degli Etruschi
1ª tappa Volta a Portugal (Évora)
- 2000 (Alessio, cinque vittorie)

Trofej Plava Laguna I
Trofej Plava Laguna II
3ª tappa Vuelta a Murcia (Lorca)
Grote Scheldeprijs
Grand Prix de Denain
- 2001 (Alessio, otto vittorie)

1ª tappa Volta ao Algarve (Tavira)
2ª tappa Volta ao Algarve (Albufeira)
4ª tappa Volta ao Algarve (Portimão)
2ª tappa Vuelta a Murcia (Jumilla)
2ª tappa Tirreno-Adriatico (Sorrento > Benevento)
8ª tappa Tirreno-Adriatico (San Benedetto del Tronto > San Benedetto del Tronto)
Grote Scheldeprijs
1ª tappa, 1ª semitappa Vuelta a Castilla y León (El Espinar)
- 2002 (Alessio, due vittorie)

1ª tappa Vuelta a Andalucía (Huelva > Siviglia)
3ª tappa Vuelta a Andalucía (Cordova > Jaén)

### Altri successi
- 2001 (Alessio)

Classifica a punti Vuelta a Aragón

## Piazzamenti

### Grandi giri
- Giro d'Italia

1991: 133º
1992: non partito (14ª tappa)
1993: 106º
1994: non partito (12ª tappa)
1997: ritirato (19ª tappa)
1998: fuori tempo massimo (17ª tappa)
1999: ritirato (14ª tappa)
2001: non partito (17ª tappa)
- Vuelta a España

1994: non partito (14ª tappa)
1997: ritirato (7ª tappa)
1999: ritirato (3ª tappa)
2000: ritirato (10ª tappa)
2001: ritirato (5ª tappa)

### Classiche monumento
- Milano-Sanremo

1994: 150º
1997: 66º
1998: 71º
1999: 156º